# Мухамеджанов, Кабжан Мухамеджанович
Кабжан Мухамеджанович Мухамеджанов (1913—1984) — советский железнодорожник, Герой Социалистического Труда (1971).

## Биография
В раннем детстве Кабжан Мухамеджанов потерял мать и двух сестрёнок в результате набега отряда Анненкова, его отец смог спастись сам и спасти сыновей — Кабжана и Сакена. В 1919 году их отца также расстреляли белогвардейцы, и Кабжана отдали на воспитание старшему брату Сакену, затем он учился в интернате Лепсинска, где окончил семилетнюю школу.
Во время обучение он услышал о стройке Туркестано-Сибирской железной дороги, в то время он вступил в комсомол. С 1929 года стал работать на железной дороге. Когда в Алма-Ате открыли политехникум Турксиба, со вторым потоком райком комсомола направил туда Кабжана Мухамеджанова. Особенно трудно в период обучения ему давался русский язык. Однако в политехникуме он занимался по 16-18 часов в день, слушал рассказы преподавателей и старших товарищей и через полгода стал успевать не хуже других.
Первая трудовая практика Мухамеджанова прошла в Аягузе, начальник депо Иван Григорьевич Родионов определил его кочегаром. После этого работал помощником машиниста. К времени окончания техникума в 1935 году Мухамеджанов наездил более 12 тыс. км, что позволило ему сдать экзамен на право управления паровозом.
Однако он проработал машинистом на станции Матай всего год, однажды его пригласил к себе начальник депо Фёдор Алексеевич Дорохов и назначил своим заместителем по эксплуатации паровозного хозяйства. На этой должности Кабжан Мухамеджанов вырос в опытного руководителя, умеющего работать с трудовым коллективом. За самоотверженный труд во время Великой Отечественной войны он был награждён первой наградой — медалью «За трудовую доблесть».
В 1945 году его назначили начальником Матайского паровозного отделения Туркестано-Сибирской дороги, где он нёс ответственность за тягу поездов на большой протяжённости. После организационных преобразований на железнодорожном транспорте страны он был назначен начальником локомотивного депо — заместителем начальника Матайского отделения дороги.
В 1948 году Кабжан Мухамеджанов поступил в Томский электромеханический институт инженеров железнодорожного транспорта, после окончания которого приехал работать на станцию Защита начальником локомотивного отдела. В 1953 году, когда был сдан в эксплуатацию участок Защита — Зыряновск, он организовывал тягу поездов на новой линии. В 1954 году его назначили главным инженером, а затем заместителем начальника Защитинского отделения дороги. По времени это совпало с интенсивным использованием железнодорожных участков Локоть — Защита — Лениногорск и Защита — Зыряновск, связанных со строительством новых рудников и заводов на Рудном Алтае.
С 1959 года Мухамеджанов самостоятельно руководил коллективами больших отделений — сначала Кзыл-Ординским, затем укрупнённых двух отделений — Кзыл-Ординского и Арысского, где объём работы соответствовал дороге средней грузонапряжённости. Эти коллективы стали инициаторами многих патриотических движений по повышению эффективности грузоперевозок. В 1967 году Кзыл-Ординское отделение выделилось в самостоятельное.
К тому времени штаб отделения был уже переведён в Чимкент, особой ответственностью коллектива было обеспечить бесперебойную работу с соседней Среднеазиатской железной дорогой. При Мухамеджанове на Чимкентском отделении дороги укрепилось путевое хозяйство, внедрялись специализированные виды ремонта тепловозов и вагонов, появились участки с рельсами тяжёлого типа на железобетонных шпалах. В 1963 году закончили строительство вторых путей на участке Тюлькубас — Бадам, в 1970—1975 годах — Арысь — Шенгельды, затем Бадам — Арысь. Интенсивно также развивалась сама сортировочная станция Арысь. По инициативе Кабжана Мухамеджанова в Чимкенте был построен новый вокзал, впервые на Казахской железной дороге появился профилакторий, были реконструированы все больницы, клубы, в Чимкенте построен Дворец культуры железнодорожников, на тот момент лучший в республике.
За годы восьмой и девятой пятилеток коллектив отделения дороги за высокие производственные успехи, достигнутые во Всесоюзном социалистическом соревновании, семь раз завоевал переходящее Знамя ЦК КПСС и Совета Министров СССР и 22 раза переходящее Красное Знамя Министерства путей сообщения СССР и ЦК профсоюза работников железнодорожного транспорта. 4 мая 1971 года Кабжану Мухамеджанову было присвоено звание Героя Социалистического Труда.
Многократно избирался депутатом Кзыл-Ординского и Чимкентского областных советов народных депутатов, был делегатом четырёх съездов Компартии Казахской ССР.
В 1978 году, когда он вышел на пенсию, он продолжал работать в должности дорожного инспектора по охране природы и рациональному использованию природных ресурсов Алма-Атинской железной дороги, а в 1984 году, по состоянию здоровья, согласно личной просьбе его проводили на заслуженный отдых.

## Награды и почётные звания
- Герой Социалистического Труда
- два ордена Ленина
- два ордена Трудового Красного Знамени
- медаль «За трудовую доблесть»
- почётная грамота Верховного Совета СССР
- почётная грамота Верховного Совета Казахской ССР
- занесён в Золотую Книгу почёта Казахской ССР